# 泗水理工大學
泗水理工大學（簡稱ITS）是一所位於印尼東爪哇省泗水市的公立研究型大學，其授課強調科學、工程和職業教育。校園占地180公頃綠地，泗水理工大學擁有超過1,000名教職員工和超過20,000名本科和研究生學生。
根据《泰晤士高等教育》的2021年《影响力排名》，泗水理工大学在印尼排名第一，在全球排名第64位。该排名反映出泗水理工大学在支持联合国可持续发展目标方面的强烈承诺，其研發平台"泗水理工大学智慧生态校园"。从印尼首台太阳能汽车到印尼首艘太阳能船，泗水理工大学作为印尼最大的穆斯林人口国家中绿色技术的国家强大力量，正在成长并开创清洁能源创新。 该学院于2014年推出并运营了印尼首辆，并于2017年推出了印尼首个教学产业汽车（GESITS （页面存档备份，存于）），生产电动滑板车以应对国内商业市场，以实现将印尼基于化石燃料的交通转型为可持续的绿色技术。 泗水理工大学在其课程中不断包括学生运动，这对使泗水理工大学成为印尼最有影响力的大学之一至关重要；通过信用制评估系统，泗水理工大学的社会参与在解决环境问题方面发挥了重要作用，这是其综合性格培养课程的一部分
泗水理工大學為印尼第二古老的公立技術學院，涵蓋33個本科課程、6個職業學習課程、20個碩士課程、15個博士課程和20個國際本科課程（IUP）。該學院設立了七個擁有國際認證（IABEE和ABET）的課程和16個獲得AUN-QA國際認證的課程，與52個國家的360多所國際合作伙伴機構展開合作。ITS已將教育學科擴展至科學、工程以外的領域，包括藝術、商業管理和發展研究。位於Sukolilo主校區的ITS，與印尼最佳的兩所理工學院——電子國立理工學院（PENS）和造船國立理工學院（PPNS）獨立運作於同一地區，ITS不斷將泗水市轉型為國家先進技術創新、有影響力的科學與工程研究以及最佳職業教育的中心。

## 历史

### 20世纪
泗水理工大学成立于1957年11月10日，最初是一所技术学院。在成立初期，首任校长安卡·尼提萨斯特罗（Angka Nitisastro），一位医生，曾在他的诊所宣布学生注册。根据印度尼西亚外交部长鲁斯兰·阿卜杜尔加尼（Ruslan Abdulgani，1914-2005年）的建议，泗水理工大学的成立宪章由印尼第一任总统苏加诺（Sukarno，1901-1970年）签署。这两位领导人都出生在与该城市有情感联系的泗水地区。苏加诺总统在演讲中强调了“十一月十日精神”，这指的是1945年11月10日在泗水战役中对抗殖民主义和帝国主义的传奇英雄，此后每年在印度尼西亚庆祝为英雄日。
最初，小十一月工業技術學院只设有两个系：土木工程和机械工程。三年后，泗水理工大学扩展开设了电子工程、海洋建筑与造船工程以及化学工程系。
1965年，泗水理工大学设立了两个新的学院：建筑工程学院和自然科学学院。尽管印尼社会政治危机，但泗水理工大学在1965年已经建立了七个学院：土木工程学院、机械工程学院、化学工程学院、电气工程学院、海洋建筑与造船工程学院以及自然科学学院。1972年，土木工程学院校园搬迁至苏拉巴亚市Manyar 8号；1975年末，建筑工程学院和自然科学学院搬迁至苏拉巴亚市Cokroaminoto 12A号。在亚洲开发银行（ADB）的资助下，泗水理工大学于1977年开始建设一个庞大的教育综合体。
1980年代初，泗水理工大学进行了重组，前身学院被降级为系，并合并成通用的学科学院。因此，新的泗水理工大学组织包括四个学院：数学与自然科学学院、工业技术学院、土木工程与规划学院以及海洋技术学院。
1988年，泗水理工大学成立了其第一个理工科分院，即苏拉巴亚造船理工学院。随后成立了第二个理工科分院，即电子工程理工学院。

### 21世纪
2001年，作为对总统阿布杜拉曼·瓦希德（Abdurrahman Wahid）的前瞻性演讲的回应，泗水理工大学引入了信息技术学院，包括信息工程和信息系统两个系。如今，泗水理工大学的三个校区位于东爪哇省泗水市东部，是机器人技术与人工智能、造船与海洋工程、清洁与可再生能源以及智能城市等先进技术创新的国家中心。
泗水理工大学通过其首任校长安卡·尼提萨斯特罗医生的奠基，自2007年开设了印尼第一个本科生项目生物医学工程，这使其与早期领导人的联系重新建立起来。

## 校園

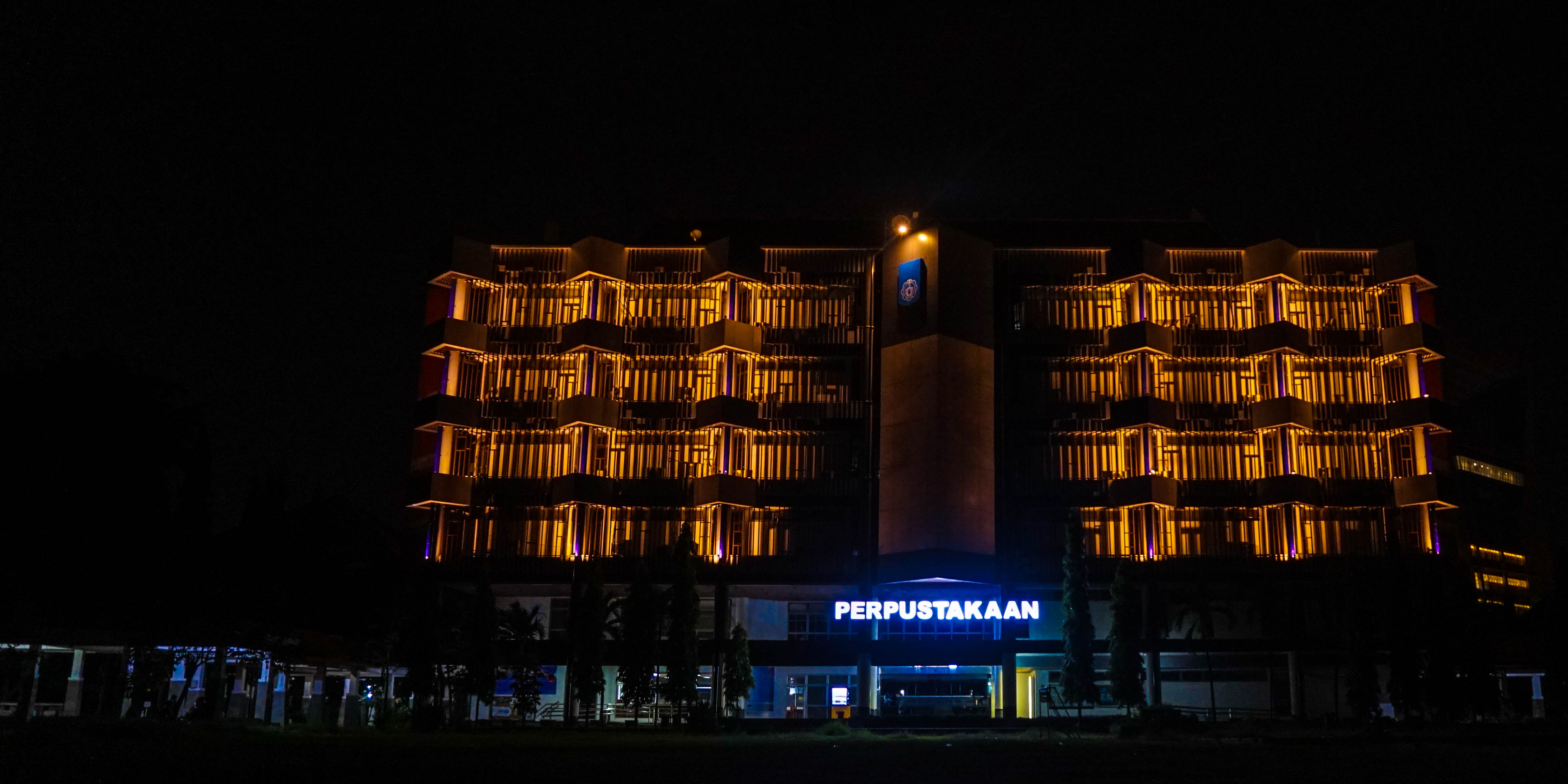
圖書館

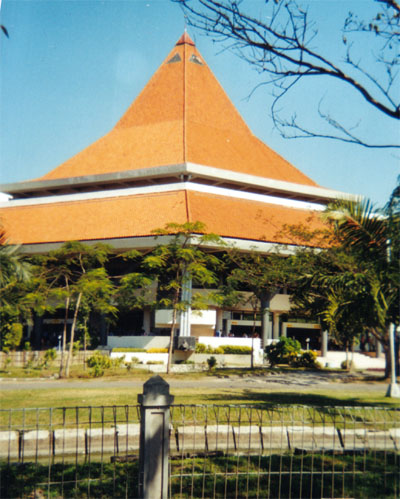
會議大廳

### 位置
泗水理工大学位于印度尼西亚第二大城市泗水市。
泗水理工大学在泗水市内运营三个校区。其主校区位于Sukolilo，提供所有本科课程，并设有研究生楼、行政大楼、主图书馆、学院住房、学生社区中心、中央餐厅、足球场、慢跑跑道以及可容纳1200名新生的学生宿舍。较小的校区位于Manyar地区，提供土木工程专业文凭课程。第三个校区位于Cokroaminoto街，提供技术管理硕士课程。

### 餐廳
泗水理工大學主校區位於Sukolilo校區，設有中央餐廳和多個小型餐廳，為學生、教職員工服務。中央餐廳（印尼語：Kantin Pusat ITS）是校內最大的餐廳，提供各種價格實惠的美食和飲料。以其價格實惠和多樣化的菜單而聞名，有時可以看到一些具影響力和著名的校友，甚至是來自其他大學的學生和訪客在中央餐廳享用食物。

## 學術設施與校園生活
2010年12月14日，印度尼西亚总统苏西洛·邦邦·尤多约诺正式签署了在泗水理工大学Sukolilo校区建设Robotics Center Building （页面存档备份，存于）（智能机器人中心大楼），该校是印尼最大的智能机器人与人工智能研究中心。 泗水理工大学总计占地187公顷的学术设施。泗水理工大学设有一个可容纳4000人的主要大礼堂，每年举行两次毕业典礼。校园内设有体育设施 （页面存档备份，存于）：一个体育场和足球场、室内足球场、篮球场、网球场、攀岩墙、体育馆、室内羽毛球场、漂流河道和慢跑跑道。

## 学院与部门
泗水理工大学设有9个学院和1个学校，部分部门提供文凭课程。
2016年初，工业工程系获得了ABET认证。2015年初，计算机科学系、统计学系和环境工程系获得了AUN认证。

## 研究与成就
泗水理工大学以其系统性地将学生运动纳入其方法论课程而闻名；社会技术活动的实际参与通过其基于学分的评估系统正式得到奖励，作为其人格培养课程的一部分。在这个独特的系统中，本科生必须通过最低要求的社会参与学分才能从学院毕业。本科生在选定的教职员工指导下参与技术项目，处理本地、国家或国际范围的环境或社会问题。鼓励参与国家和国际竞赛，以便将课堂学习与课外影响相结合。泗水理工大学以其胜利精神伦理而闻名，学生在选定的教职员工的领导和监督下，不知疲倦地在国家和国际水平上竞争。

### 船舶建筑
泗水理工大学推出了印度尼西亚首艘太阳能船，并参加了2014年在荷兰举办的世界比赛Dong Energy Challenge。2012年，泗水理工大学参加了爱尔兰班特里的大西洋挑战，并赢得了大西洋挑战精神奖。

### 机器人工程
2012年，一支学生队伍在香港举办的ABU亚太机器人大赛（ABU Robocon）上获得了丰田奖。两年后，一支学生队伍在印度普纳举办的ABU亚太机器人大赛（ABU Robocon）上获得了亚军和最佳工程奖。 2016年，一支学生队伍（ICHIRO）在中国北京举办的第21届FIRA Hurocup赛事上获得了10枚奖牌。 同年，一支学生队伍（Barunastra）在美国弗吉尼亚举办的第9届国际RoboBoat比赛中获得了亚军和最佳速度与机动性奖。 一年后，一支学生队伍（ICHIRO）在台湾高雄举办的第22届FIRA Hurocup赛事上获得了14枚奖牌。

### 概念车
泗水理工大学推出了印度尼西亚首辆太阳能汽车。该车在世界太阳能汽车比赛中在澳大利亚进行了测试。 2012年，城市节能概念车Sapu Angin赢得了亚太节能汽车竞赛，马来西亚雪邦的壳牌亚洲马拉松锦标赛。 一年后，ITS（Sapu Angin Speed）在日本学生公式赛的ICV最佳新秀奖中获得了奖项。此外，ITS还在2013年的澳大利亚布里斯班举行的Chemeca 2013化工车辆比赛中获得了最佳展示海报奖和比赛第三名。 2015年，ITS在菲律宾马尼拉举行的壳牌亚洲马拉松（SEM）亚洲2015年中，获得了城市概念柴油车类别的壳牌亚洲马拉松（SEM）亚洲2015年的冠军。

### 研究中心[24]
- 研究与社会服务中心（LPPM）
  - 环境中心
  - 能源中心
  - 地球与灾害减少中心
  - 海洋中心
  - 工业中心
  - 信息技术与多媒体通信中心
  - 继续教育单位
  - 知识产权单位
- RIMA-ITS（Web和移动应用研究所）
- 住房与人类定居实验室
- 机器人研究中心

## 學術排名
2024年的QS亚洲大学排名将泗水理工大学（ITS Surabaya）排名第146位。根据2024年QS世界大学排名，ITS在全球范围内排名为621-630，同时在2024年QS亚洲大学排名中排名第146位。

## 學生活動
泗水理工大學以其在運動中的勝利精神而聞名。2015年，Seaborg ITS隊在印尼旗幟足球協會（IFFA）舉辦的最大足球聯賽College Bowl 2015中獲得了第一名。2014年，Maritime Challenge ITS隊在法國舉行的大西洋挑戰國際賽（ACI）中，以槳和帆船類別獲得了第一名。
ITS擁有多種學生組織，涉及政治、宗教、體育、藝術等各種活動。 這些組織包括：
- 學生執行組織
- 學生立法機構

- ITS學生合唱團
- 泗水理工大學外語協會（IFLS）
- ITS廣播
- 印尼童軍 ITS
- "Tiyang Alit" 劇院
- "Dr Angka" 學生合作社
- 企業家和技術工作坊（WE&T-ITS）
- Maritime Challenge
- Loedroek ITS - 傳統的東爪哇戲劇，轉化為現代和當代風格
- ITS泰拳協會

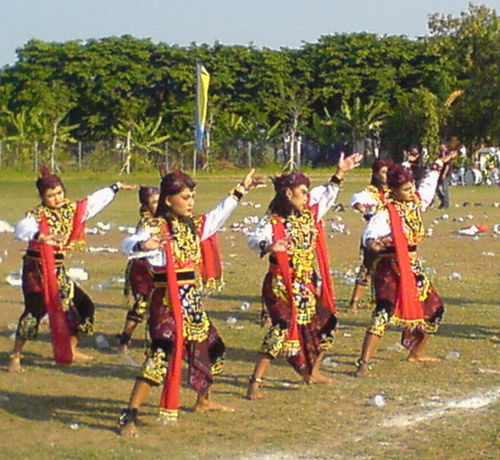
ITS 45週年紀念日上演出的「Tari Remo」（雷莫舞）
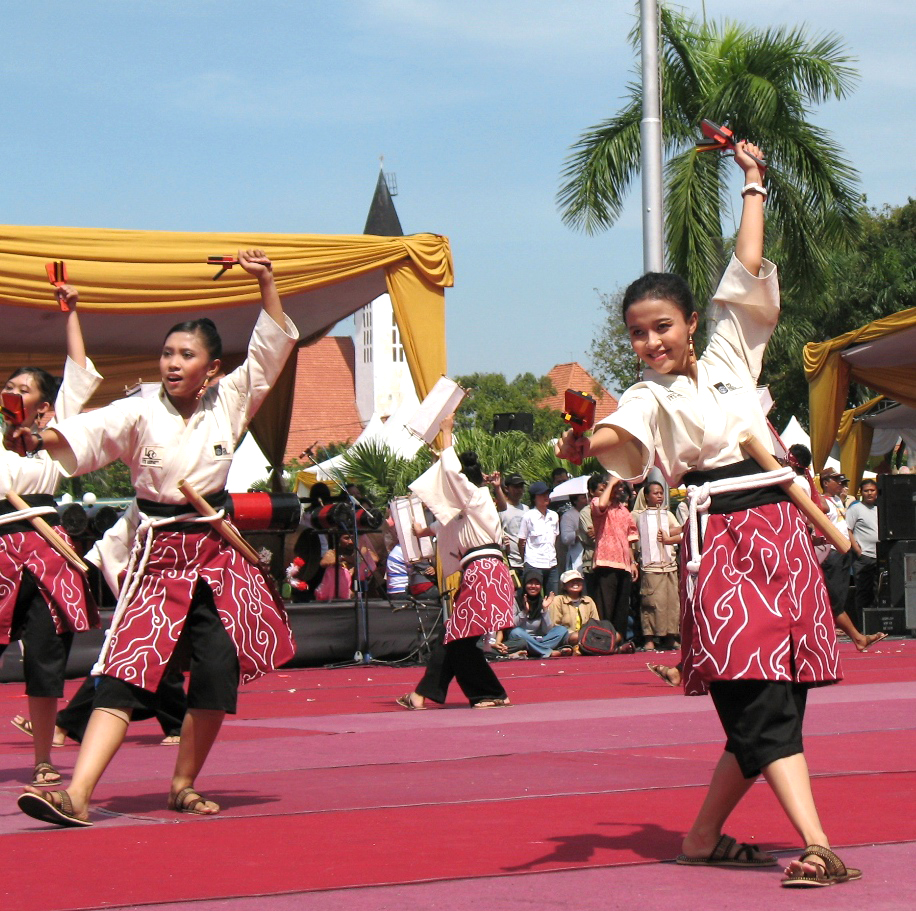
泗水理工大學隊在蘇拉巴亞市和高知市姊妹城市慶祝活動中表演的鷹鷹舞
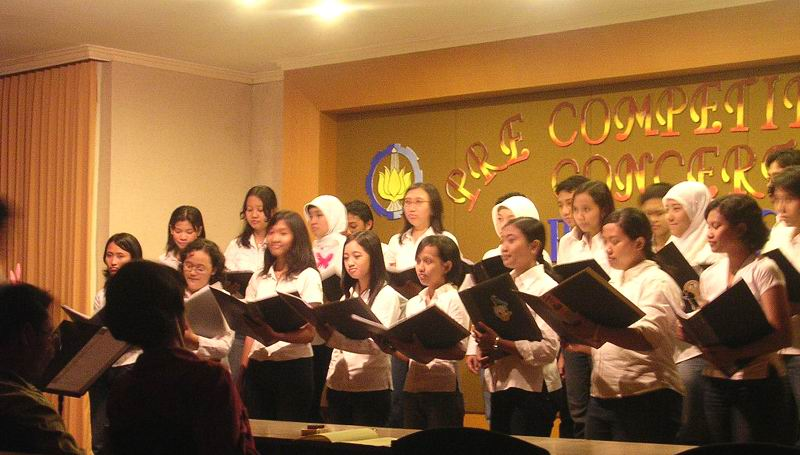
ITS學生合唱團參加比賽

## 外部連結
- 官方網站（印尼文） （页面存档备份，存于）
- 官方網站（英文） （页面存档备份，存于）
- myITS